# Proprioseiopsis citri
Proprioseiopsis citri är en spindeldjursart som först beskrevs av Muma 1962.  Proprioseiopsis citri ingår i släktet Proprioseiopsis och familjen Phytoseiidae. Inga underarter finns listade i Catalogue of Life.